# Schierstedt (Adelsgeschlecht)

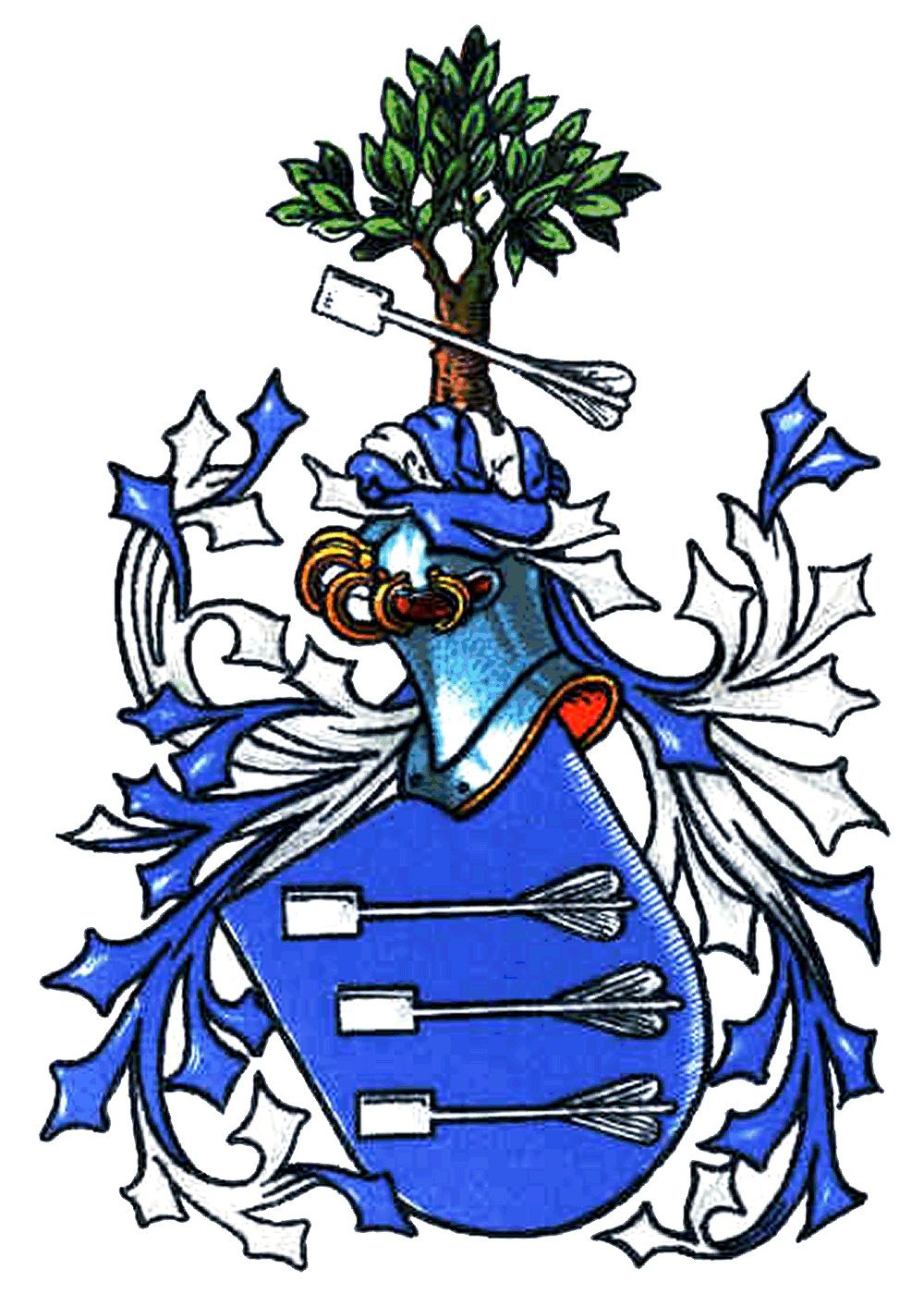
Wappen derer von Schierstedt / Schierstaedt

Schierstedt bzw. Schierstaedt ist der Name eines Adelsgeschlechts, das dem obersächsischen Uradel entstammt und sein gleichnamiges Stammhaus bei Aschersleben hatte.

## Geschichte
Laut Kneschkes Adelslexikon zog Hans von Schierstedt im Jahr 1230 zum heiligen Grabe, 1258 erscheinen die Gebrüder Meinecke, Erbsasse zu Hadmersleben, sowie Heinrich und Johann von Schierstedt.
Urkundlich erscheint das Geschlecht erstmals 1263 mit dem Ritter Bertram von Schierstedt und beginnt seine ununterbrochene Stammreihe mit dem 1295 urkundlich erwähnten Deritz von Schierstedt, Herr auf Freckleben und Erzbischöflich magdeburgischer Vogt zu Krosigk, Wettin und Friedeburg. Johann von Schierstedt war 1366 Kriegsoberst des Erzbischofs von Magdeburg. Im Jahr 1380 verkaufte der Ritter Meinke dem Kloster Gerbstedt eyner huve up deme velde tu Reindorp.

### Besitztümer

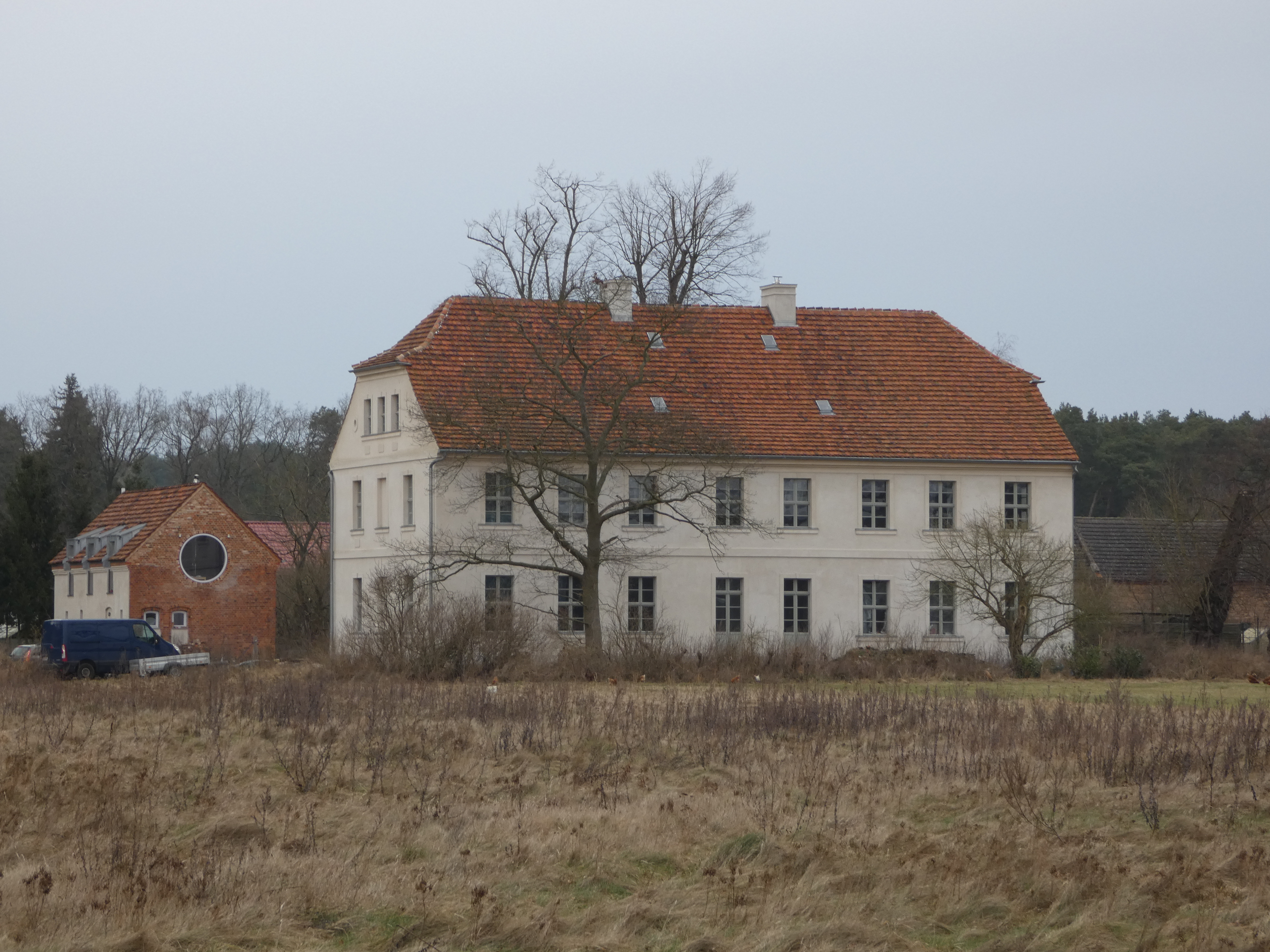
Gutshaus Mahlenzien

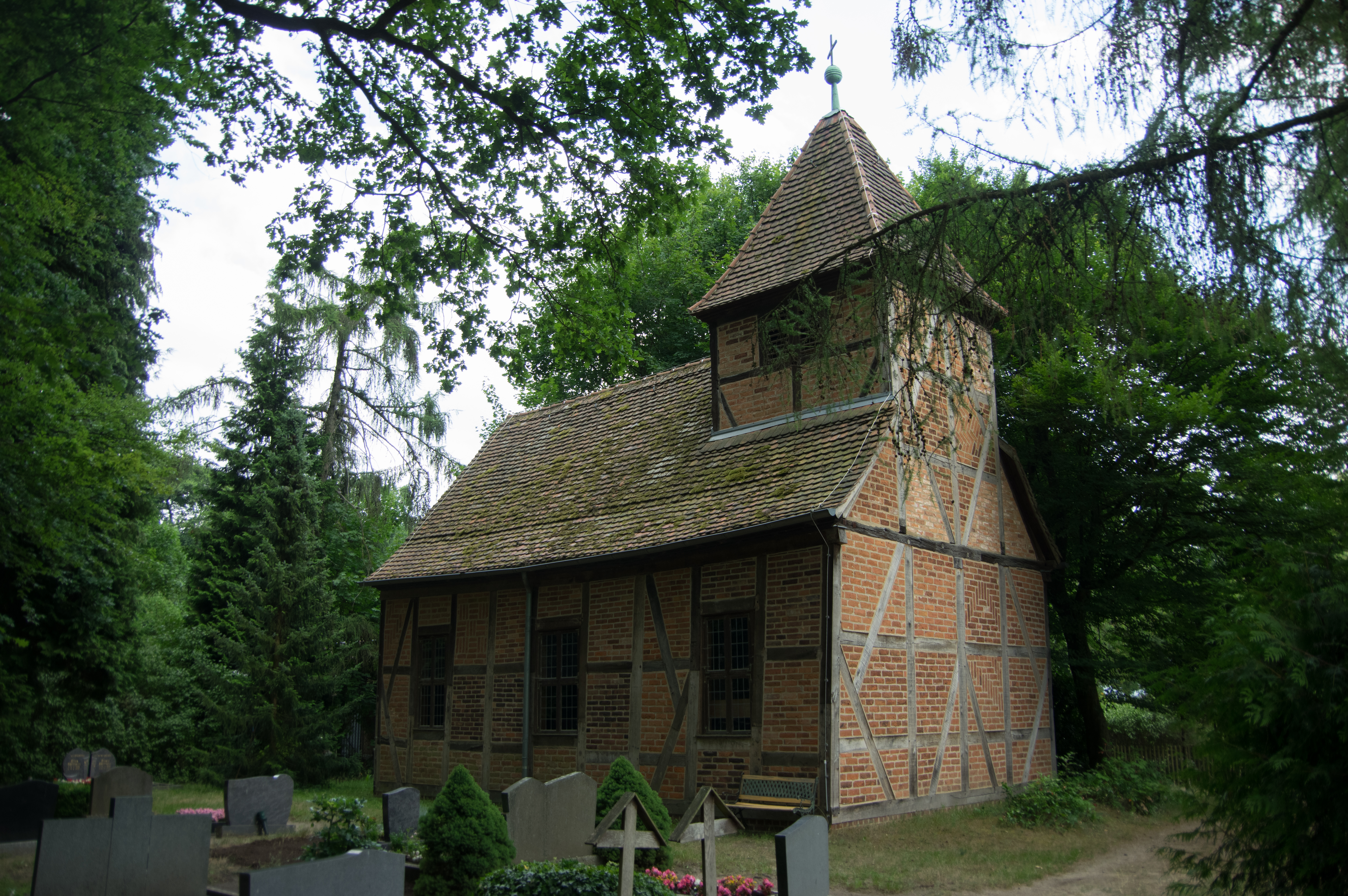
Patronatskirche Dahlen

- Seit dem 13. Jahrhundert saßen die Schierstedt auf Hohenlobbese.
- Im Jahr 1411 wurde das Geschlecht mit dem schwarzburgischen Görzke belehnt, wo die Familie bis zum Dreißigjährigen Krieg saß. In der Dorfkirche Görzke erinnern neben den Schlusssteinen noch mehrere Epitaphe an die Familie.
- Ab 1583 bis 1945 gehörten das Dorf Mahlenzien mit dem Gutshaus der Familie.[6] Sie hatte das Patronat der Dorfkirche Mahlenzien inne. Mahlenzien ist heute ein Ortsteil der kreisfreien Stadt Brandenburg an der Havel.
- Von 1837 bis 1945 besaßen die Schierstedt das Gut Dahlen im brandenburgischen Fläming. Mit dem Erwerb von Dahlen hatten sie das Gutshaus von Ludwig Persius neu gestalten lassen. Diese Familienlinie besaß auch anteilig ab 1905 als Miterben Gut Großmachnow.[7]

## Wappen
Das Wappen zeigt in Blau drei schrägrechts liegende silberne Bolzen (oder Pfeile) übereinander. Auf dem Helm mit blau-silbernen Helmdecken ein natürlicher Baum, von einem silbernen Pfeil schrägrechts durchschossen.

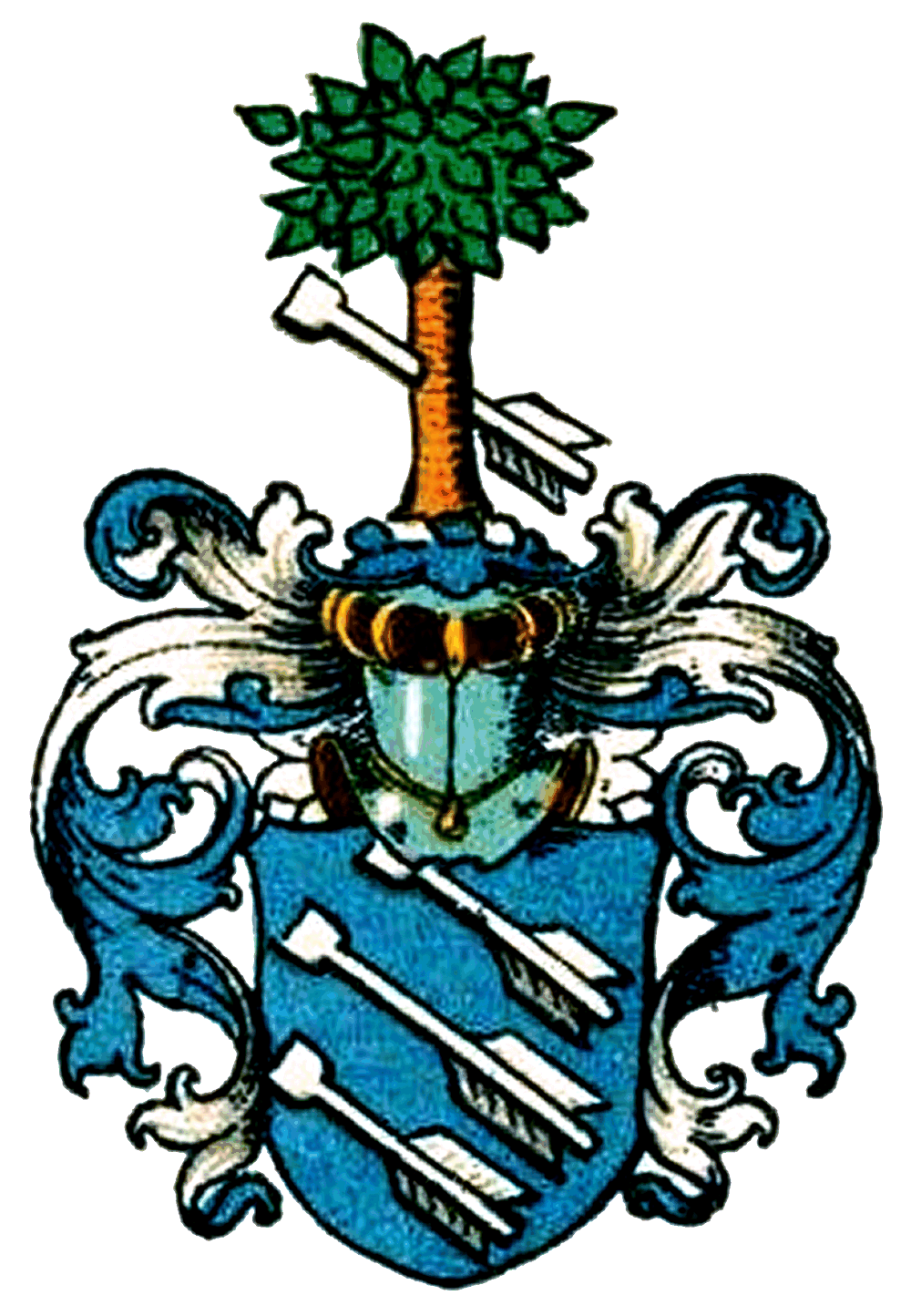
Wappen derer von Schierstedt / Schierstaedt
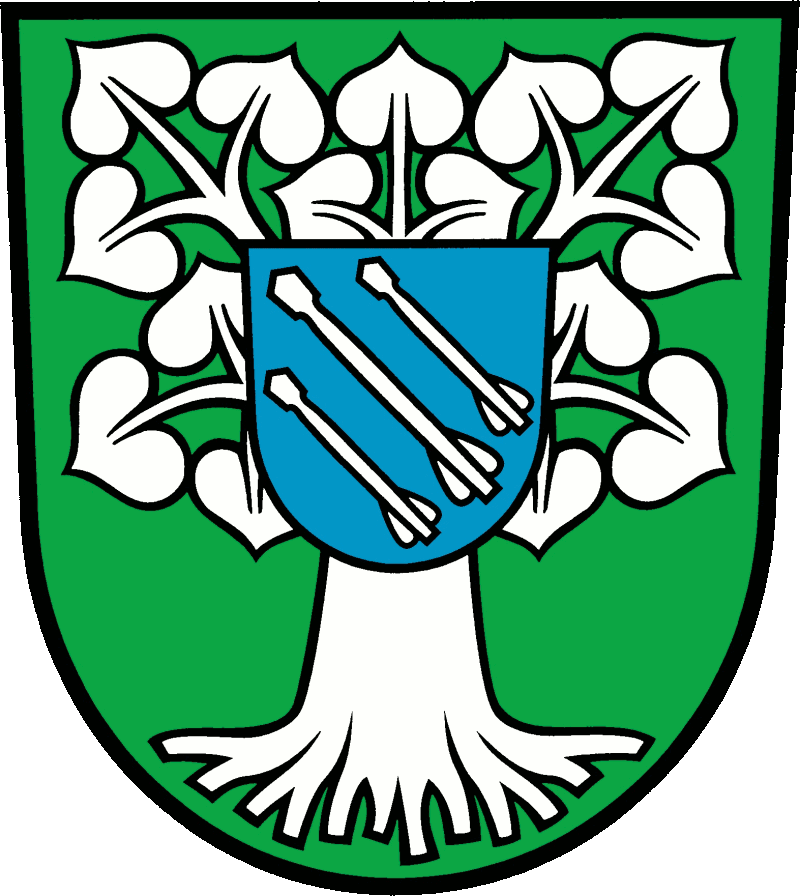
Wappen der Gemeinde Görzke
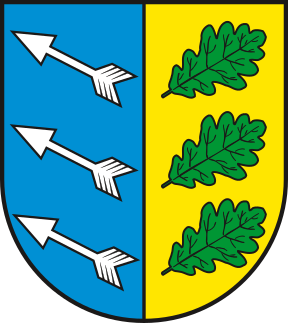
Wappen von Tornau vor der Heide

## Personen
- Meinhard der Ältere von Schierstedt, königlich ungarischer Hofmarschall
  - Dorothea von Schierstedt, Mutter des Feldherrn Johann T’Serclaes von Tilly, oberster Heerführer der Katholischen Liga
- August Ludwig von Schierstaedt (1746–1831), deutscher Generalmajor
- Walter Christoph von Schierstädt-Görzke (1712–1785), Landrat[8][9]  des Luckenwaldeschen und Zaucheschen Kreises
  - Franz Friedrich von Schierstedt (1753–1811), Regierungspräsident, Landrat des Luckenwaldeschen und Zaucheschen Kreises
    - Luise von Schierstedt (1794–1876), deutsche Äbtissin des Klosters Stift zum Heiligengrabe
- Viktor von Schierstedt, von 1817 bis 1818 Kommandeur des Ulanen-Regiments „Großherzog Friedrich von Baden“ (Rheinisches) Nr. 7
- Friedrich von Schierstaedt (1825–1905), deutscher Rittergutsbesitzer, Stiftungskurator und Parlamentarier
  - Joachim von Schierstaedt (1858–1907), deutscher Rittergutsbesitzer und Parlamentarier
- Meinhard von Schierstädt (1906–1944), Gutsbesitzer auf Dahlen, Görzke I mit Börnicke, Mahlenzien, Rotehaus mit Anteil Gräben, Nonnenheide und Dangelsdorf
- Hermann von Schierstädt-Dahlen (1913–1945), (Bruder des Vorgenannten), Zögling[10] der RA Brandenburg, ermordet[11] im KZ Sachsenhausen
- Maximilian von Schierstedt (* 1973), Ehemann von Barbara Schöneberger, IT-Manager[12]
- Barbara von Schierstädt (* 1974), Ehefrau von Maximilian von Schierstädt, deutsche Entertainerin, siehe Barbara Schöneberger

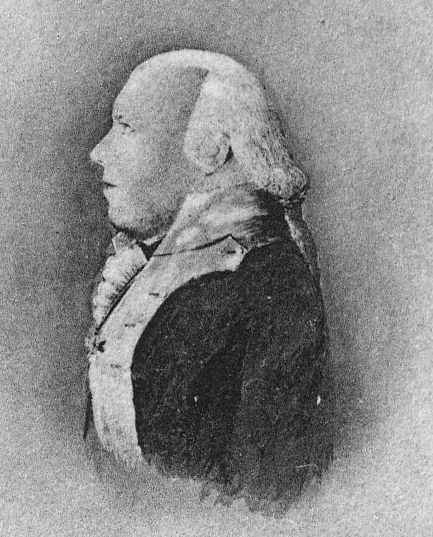
Viktor von Schierstedt
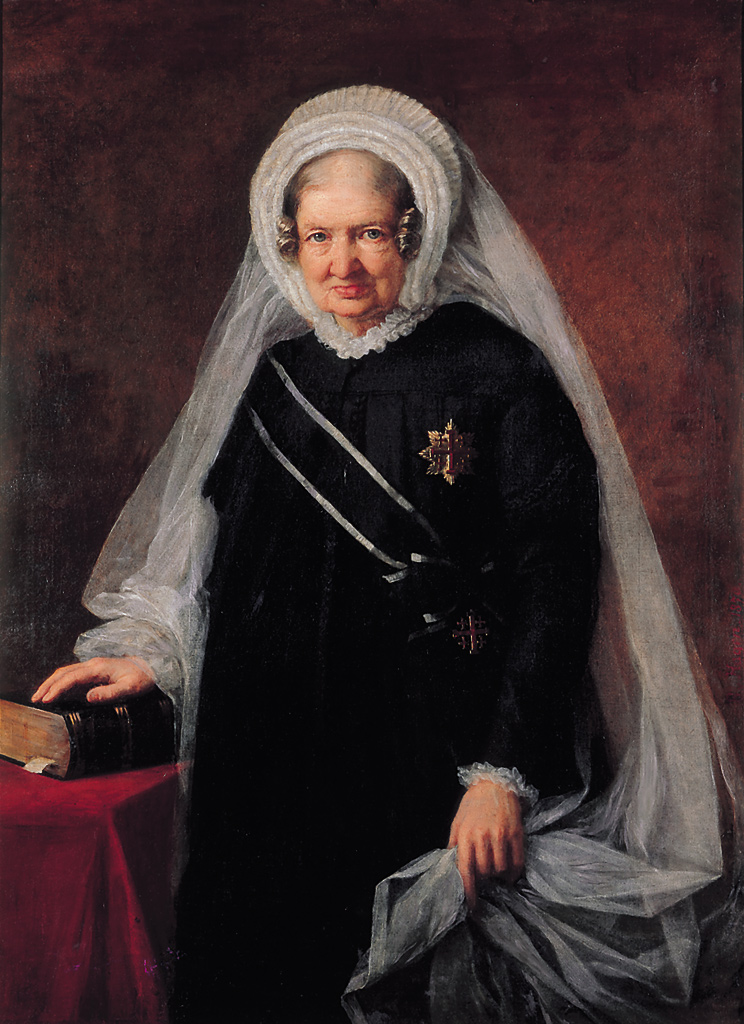
Luise von Schierstedt, Ölgemälde von Blanca von Hagen 1870